# Biberach an der Riß

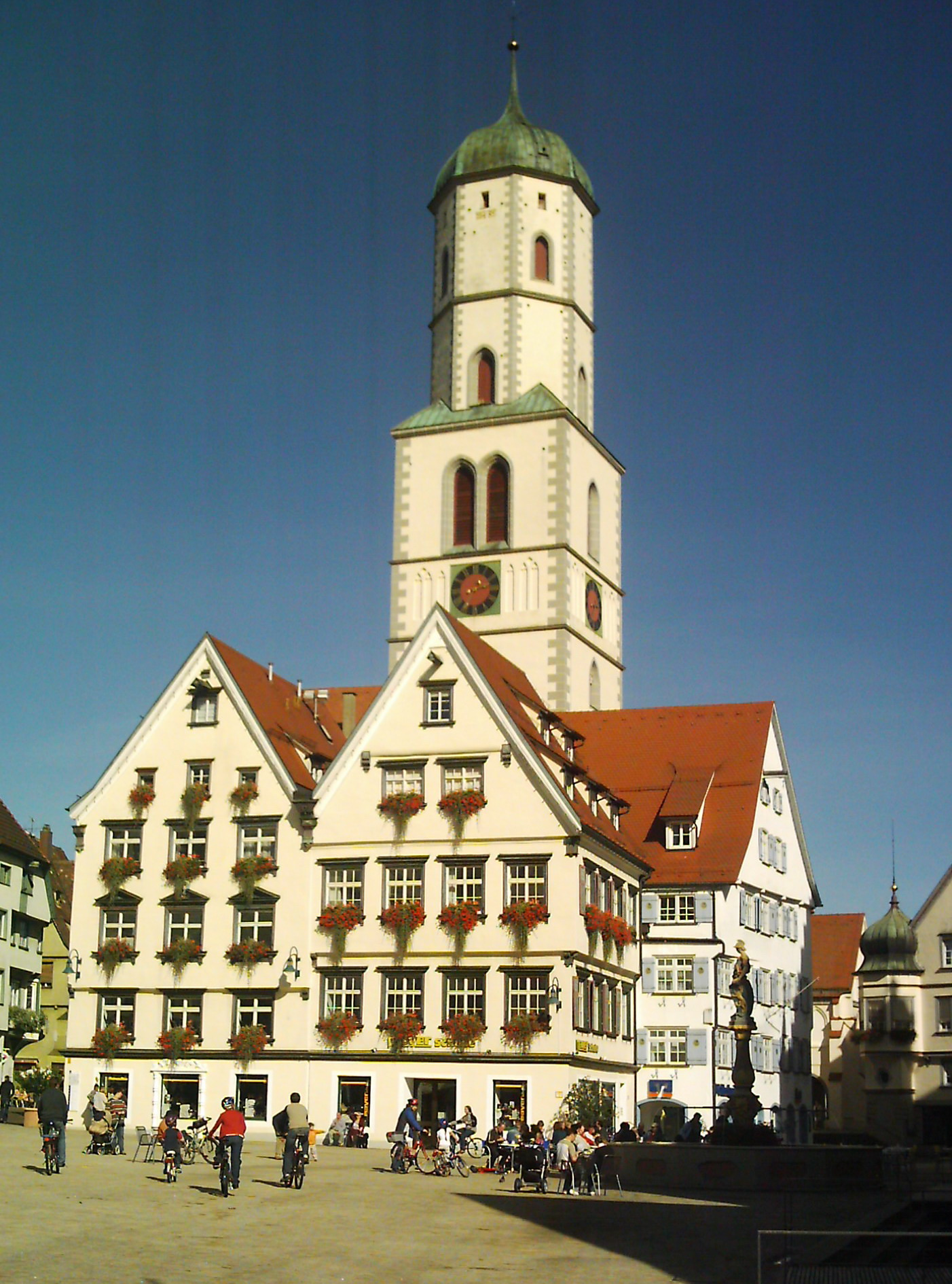
Marktplatz

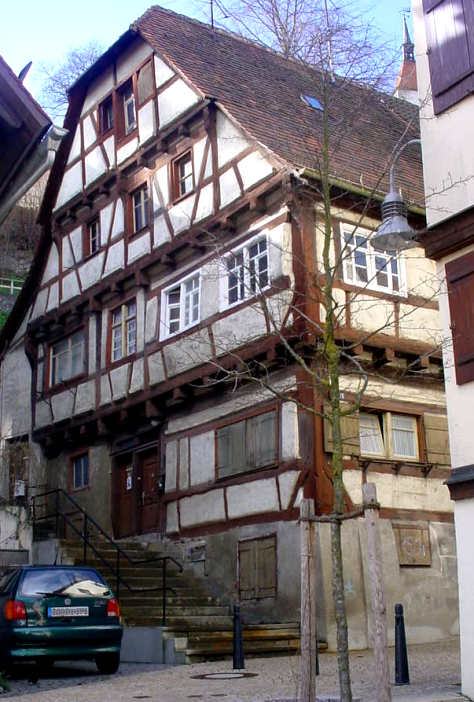
Weberberg

Biberach an der Riß is een plaats in de Duitse deelstaat Baden-Württemberg. Het is de Kreisstadt van de Landkreis Biberach. De stad telt 33.510 inwoners.

## Geografie
Biberach an der Riß heeft een oppervlakte van 72,16 km² en ligt in het zuidwesten van Duitsland.

## Historie
zie Rijksstad Biberach

## Monumenten
- Sint-Martinuskerk

## Kunst
Biberach heeft een filmfestival voor Duitse films, het "Filmfest Biberach", maar - sinds 2004 is er eveneens een tweede filmfestival, het Biberach Independent Film Festival welke focust op experimentele korte films en documentaires.

## Geboren
- Justin Heinrich Knecht (30 september 1752), Duitse componist en organist
- Alf Bayrle (15 december 1900-1982), Duits schilder en graficus
- Steffen Deibler (1987), Duits zwemmer
- Markus Deibler (1990), Duits zwemmer
- Loris Karius (1993), voetballer

Achstetten ·
Alleshausen ·
Allmannsweiler ·
Altheim ·
Attenweiler ·
Bad Buchau ·
Bad Schussenried ·
Berkheim ·
Betzenweiler ·
Biberach an der Riß ·
Burgrieden ·
Dettingen an der Iller ·
Dürmentingen ·
Dürnau ·
Eberhardzell ·
Erlenmoos ·
Erolzheim ·
Ertingen ·
Gutenzell-Hürbel ·
Hochdorf ·
Ingoldingen ·
Kanzach ·
Kirchberg an der Iller ·
Kirchdorf an der Iller ·
Langenenslingen ·
Laupheim ·
Maselheim ·
Mietingen ·
Mittelbiberach ·
Moosburg ·
Ochsenhausen ·
Oggelshausen ·
Riedlingen ·
Rot an der Rot ·
Schemmerhofen ·
Schwendi ·
Seekirch ·
Steinhausen an der Rottum ·
Tannheim ·
Tiefenbach ·
Ummendorf ·
Unlingen ·
Uttenweiler ·
Wain ·
Warthausen